# Provinsen Pommern
Pommern var en preussisk provins, som existerade från 1815 till 1945. Den omfattade större delen av den historiska regionen Pommern och huvudstad var Stettin (nuvarande Szczecin i Polen). Provinsen upphörde formellt att existera i samband med Preussens upplösning av de allierade ockupationsmakterna efter andra världskriget, och delades mellan den sovjetiska ockupationszonen, sedermera Östtyskland, och Polen.

## Geografi
Provinsen Pommern gränsade ursprungligen i norr till Östersjön, i väster till Mecklenburg, i söder till provinsen Brandenburg och i öster till Westpreussen samt hade en areal av 30 131 km2, ej inräknat Oderlagunen och övriga kustvatten, som utgjorde 1 338,6 km2. 
År 1938 genomfördes en större gränsomdragning för provinsen i samband med upplösningen av provinsen Grenzmark Posen-Westpreussen, som införlivades i Provinsen Pommern.
Området är med dagens administrativa gränser primärt delat i en västlig del med Vorpommern, tillhörande förbundslandet Mecklenburg-Vorpommern i Tyskland, och en östlig del med Szczecinregionen och Hinterpommern, tillhörande Västpommerns vojvodskap i Polen; en mindre del av Hinterpommern längst i öst tillhör även Pommerns vojvodskap.

## Befolkning och religion enligt 1910 års folkräkning
Provinsen hade 1 716 921 invånare år 1910, varav 95,4 procent då angavs vara protestanter, 3,3 procent katoliker och 0,5 procent judar. Pommern var då näst Ostpreussen den glesast befolkade provinsen i Preussen, med endast 57 personer per kvadratkilometer. 57,3 procent bodde i landdistrikt. Endast 4 städer hade mer än 10 000 invånare. Störst var Stettin med 236 113 invånare. Befolkningen angavs till större delen som tysktalande med undantag av 25 718 personer, vars modersmål var polska, samt några hundra kasjubisktalande vid Leba- och Gardersjöarna.

## Administrativa förhållanden 1910

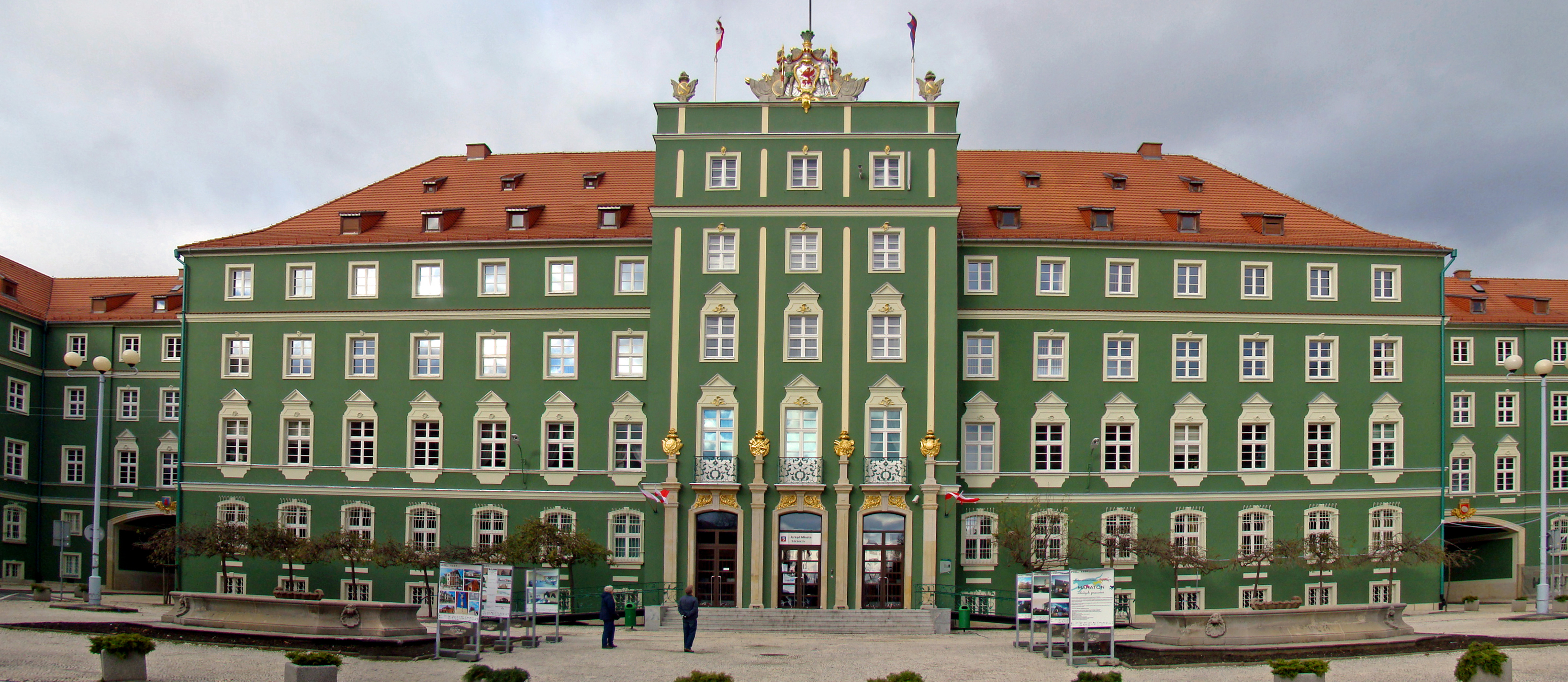
Den tidigare provinsregeringsbyggnaden i Szczecin är idag stadens stadshus.

I administrativt hänseende var Pommern indelat i 3 regeringsområden: Stettin med 14, Köslin med 13 och Stralsund med 6 kretsar. Till Preussens andra kammare sände provinsen 26 ombud, till tyska riksdagen 14. En preussisk prins var ofta ståthållare i provinsen. Provinsregeringens säte var Stettin. Provinsens Oberlandesgericht låg i Stettin samt hade 5 Landgerichte, 59 Amtsgerichte och 2 handelskamrar. Uppsikten över den evangeliska landskyrkan utövades av konsistoriet i Stettin. Katolikerna hörde till större delen till Breslaus biskopsstift. Militäriskt hörde Pommern till den 2:a armékårens område, utom de 5 östligaste kretsarna, som tilldelades 17:e armékåren.